# Donja Topličica
 Donja Topličica  falu Horvátországban Zágráb megyében. Közigazgatásilag Szentivánzelinához tartozik.

## Fekvése
Zágrábtól 27 km-re északkeletre, községközpontjától  1 km-re keletre, a Toplica-patak partján, az A4-es autópálya közelében megye északkeleti részén fekszik.

## Története
Topličica első írásos említése még birtokként 1327-ben történt „Thoplicha” alakban. 1335-ben a Toplica-patakot is említik, melyről a település a nevét kapta. 
1857-ben 93, 1910-ben 141 lakosa volt. Trianonig Zágráb vármegye Szentivánzelinai járásához tartozott.
2001-ben 70 lakosa volt.

## Nevezetességei
A falutól északra áll a Domin család földszintes kúriája. A kúria Donja Topličicán, egy félreeső helyen, egy domb közepén található téglalap alaprajzú földszintes épület, amelyet kontytető borít. A 18. századi eredeti egyemeletes barokk kastélyt 1880-ban földrengés pusztította el, ezután neo stílusban építették újjá és meghosszabbították. A barokk kúriából csak a cseh és porosz boltozattal fedett pince maradt meg. A belső helyiségek egy központi folyosó köré szerveződnek, a mennyezet vakolt fagerendából áll. Az udvar mellett gyümölcsös és veteményeskert volt, a közelmúltban pedig egy kisebb parkot alakítottak ki.